# Südäthiopien
Südäthiopien (amharisch የደቡብ ኢትዮጵያ ክልላዊ መንግስት yä-Däbub Ityop̣p̣ǝya Kǝllǝlawi Mängǝst) ist eine Region im Süden Äthiopiens. Sie wurde am 19. August 2023 nach einem erfolgreichen Referendum aus dem südlichen Teil der Region der südlichen Nationen, Nationalitäten und Völker (SNNPR) gebildet. Die Stadt Wolaita Sodo ist das politische und administrative Zentrum der Region.

## Geschichte
Das Gebiet von Südäthiopien stimmt weitgehend mit der ehemaligen Provinz Gamu-Gofa überein und gehörte von 1995 bis 2023 zur Region der südlichen Nationen, Nationalitäten und Völker. Nach einem Referendum am 6. Februar 2023, bei dem sich über 95 % der Abstimmenden für die Schaffung der Region Südäthiopien aussprachen, wurde die Region der südlichen Nationen, Nationalitäten und Völker im August 2023 aufgeteilt. Der Südteil wurde zur Region Südäthiopien und der verbliebene Nordteil zur Region Zentraläthiopien.

## Verwaltungsgliederung
Die Region Südäthiopien ist in die folgenden 12 Zonen gegliedert.
| Nummer | Zone           | Verwaltungssitz |
| ------ | -------------- | --------------- |
| 1      | Wolayta Zone   | Wolaita Sodo    |
| 2      | Gamo Zone      | Arba Minch      |
| 3      | Gofa Zone      | Sawla           |
| 4      | Gedeo Zone     | Dilla           |
| 5      | South Omo Zone | Dimeka          |
| 6      | Ari Zone       | Jinka           |
| 7      | Konso Zone     | Konso           |
| 8      | Dirashe Zone   | Gidole          |
| 9      | Burji Zone     | Soyama          |
| 10     | Koore Zone     | Kele            |
| 11     | Basketo Zone   | Laska           |
| 12     | Ale Zone       | Kolango         |